# Comuna Tomești, Hunedoara
Tomești (în maghiară: Tomesd, în germană: Thomsdorf) este o comună în județul Hunedoara, Transilvania, România, formată din satele Dobroț, Leauț, Livada, Obârșa, Șteia, Tiulești, Tomești (reședința) și Valea Mare de Criș.

## Demografie
Componența etnică a comunei Tomești
     Români (95,39%)
     Alte etnii (0,88%)
     Necunoscută (3,73%)
Componența confesională a comunei Tomești
     Ortodocși (92,87%)
     Baptiști (1,97%)
     Alte religii (1,21%)
     Necunoscută (3,95%)
Conform recensământului efectuat în 2021, populația comunei Tomești se ridică la 912 locuitori, în scădere față de recensământul anterior din 2011, când fuseseră înregistrați 1.075 de locuitori. Majoritatea locuitorilor sunt români (95,39%), iar pentru 3,73% nu se cunoaște apartenența etnică. Din punct de vedere confesional, majoritatea locuitorilor sunt ortodocși (92,87%), cu o minoritate de baptiști (1,97%), iar pentru 3,95% nu se cunoaște apartenența confesională.

## Politică și administrație
Comuna Tomești este administrată de un primar și un consiliu local compus din 9 consilieri. Primarul, Adrian-Viorel Vasiu[*], de la Partidul Național Liberal, este în funcție din 2016. Începând cu alegerile locale din 2024, consiliul local are următoarea componență pe partide politice:
|  | Partid                    | Consilieri | Componența Consiliului | Componența Consiliului | Componența Consiliului | Componența Consiliului | Componența Consiliului |
|  | ------------------------- | ---------- | ---------------------- | ---------------------- | ---------------------- | ---------------------- | ---------------------- |
|  | Partidul Național Liberal | 5          |                        |                        |                        |                        |                        |
|  | Partidul Social Democrat  | 4          |                        |                        |                        |                        |                        |

## Atracții turistice
- Biserica "Sfântul Ierarh Nicolae" din satul Dobroț, construcție secolul al XX-lea, monument istoric
- Biserica "Sfântul Ierarh Nicolae" din satul Obârșa, construcție secolul al XX-lea, monument istoric
- Biserica de lemn "Sfântul Nicolae" din satul Șteia, construcție 1823
- Biserica de lemn "Adormirea Preacuratei Fecioare Maria" din Tiulești, construcție 1784
- Biserica de zid "Sfinții Arhangheli Mihail și Gavriil" din satul Leauț, construcție secolul al XX-lea, monument istoric
- Gospodărie țărănească (Herbea) din satul Tomești, construcție secolul al XIX-lea, monument istoric